# Stade Asiade de Pusan
Le Stade Asiade de Busan (en hangeul : 부산 아시아드 주 경기장, et en anglais : Busan Asiad Main Stadium) est un stade multi-usages de 53 769 places situé à Pusan en Corée du Sud. Il porte ce nom en raison des Jeux asiatiques de 2002.
Principalement utilisé pour le football, il est l'enceinte du Busan I'Park. Il possède en outre une piste d'athlétisme lui permettant d'accueillir d'autres évènements sportifs.

## Histoire
Achevé en 2001, il fut l'un des 20 stades à accueillir des matchs de la Coupe du monde de football de 2002. Il est désormais utilisé par le Busan I'Park.

## Événements
- Coupe du monde de football de 2002
- Jeux asiatiques de 2002, 29 septembre-14 octobre 2002
- Jeux FESPIC, 26 octobre-1er novembre 2002
- Peace Cup 2005

### Coupe du monde de football de 2002

#### Matchs du1ertour
- 2 juin 2002 : Paraguay 2-2 Afrique du Sud
- 4 juin 2002 : Corée du Sud 2-0 Pologne
- 6 juin 2002 : France 0-0 Uruguay